# پیسوس
پیسوس (Pēsūs) نام یکی از دیوهای موجود در متون مانوی است. در برخی از متون متاخر از آن با عنوان نَمرائیل یا نَقبائیل نام برده شده‌ است. این دیو با همدستی اشقلون وظیفه زندانی کردن ذرات نور در تن خاکی را که از عالم بالا در جهان مادی گرفتار شده بودند را به انجام رسانده است.

## نقش پیسوس
در مدل فکری مانی جهان در کشمکش دو نیروی خیر و شر گرفتار آمده‌است. اما خلقت جهانی که ما می‌شناسیم از حمله شاهزادة تاریکی Axšēnd tārīg به سرزمین روشنی حمله می‌کند تا مقام پدر خود زروان را از آن خویش کند. زروان نیروی سوم تفکر مانوی است. نیرویی خنثی که نه خیر است و نه شر و در واقع خداوند زمان است که هر دو نیروی خیر و شر را آفریده‌است. اهریمن توان تسخیر جایگاه زروان را پیدا نمی‌کند؛ و زروان، هرمزدبغ Ohrmezd baγ را که یکی از ایزدان روشنایی است به همراه پنج فرزندش به سمت اهریمن که تعادل جهان را به هم زده گسیل می‌دارد.
در این جنگ ایزد روشنایی از نظام تاریکی شکست می‌خورد و پنج فزند او  که عبارتند از فروهر، باد، روشنی، آب، آتش ( تشابه این فرزندان با عناصر قابل تامل است) توسط فرزندان اهریمن بلعیده می‌شوند. دیگر ایزدان روشنایی برای شکست اهریمن که اکنون طعم ذرات نورانی فرزندان هرمزدبغ را چشیده‌است و حاضر به پس دادن ذرات نورانی آنها نیست، اقدام می‌کنند. سه ایزد با نامهای ایزد دوست روشنان(Rōšnān xwārist)، بام ایزد (Bām yazd/Nōgšah) و مهر ایزد(Wād žīwandag/Mihr yazd) (که مهر ایزد به همران پنج فرزندش در این جنگ حاضر می‌شود) سرزمین تاریکی را در هم شکنند و هرمزدبغ را آزاد می‌کنند. اما فرزندان هرمزدبغ توسط دیوان بلعیده شده بودند. برای خارج کردن ذرات نورانی از سرزمین تاریکی، جهان مادی که میانه جهان روشنایی و جهان تارکی است ساخته می‌شود این جهان با دستور ایزدان روشنایی و با اجزاء بدن ارخونها (Archon/ اعضاء دولت تاریکی، کلمه ارکان به معنی ستون از اینجا آمده است) شکل می‌گیرد تا مانند کارخانه ای عمل کند که ذرات نورانی را از دیوان برای عالم بالا بازیافت نماید
در یک داستان طولانی اهریمن به واکنش واداشته می‌شود و دو عفریت را با نامهای اشقلون و پسوس را گسیل (در برخی از متون انجیلی مانوی با نام جفت ویرانگر از آنها نام برده شده‌است) می‌دارد تا از این عمل بازیافت ذرات نورانی به عالم بالا جلوگیری کنند این دو عفریت دیوانی را که فرزندان هرمزدبغ را بلعیده بودند یا ذرات نورانی را در خود داشتند می‌بلعد تا نسل پزرگی را از خود تولید کنند تا بازیافت نور را غیرممکن سازند.
از این دو عفریت نسل انسانها متولد می‌شوند. اولین انسانها که اولی مذکر بوده و گِهمُردِ Gēhmurd نامیده می‌شود و دومی مؤنث بوده و مُردیانَگِ Murdiyānag شناخته می‌شود؛ و نسلی از ایشان تولید می‌شود تا چرخه بازیافت نور در این تکاثر دچار مشکل شود.
در نظام مانوی پیسوس نام عفریتی است که احتمالاً مادر اولین انسان بود است. (البته در جنسیت این عفریتها شک‌هایی وجود دارد)

## ساختار فرزند پیسوس و معادل آن در نظام زرتشتی
انسان مانوی از شش عنصر ساخته می‌شود که شباهتهایی با طب ایرانی دارد. پنج عنصر آن برگرفته از پنج فرزند ایزد روشنایی است و یک عنصر خاکی یا اهریمنی دارد که با هم درآمیخته شده‌اند. در نظام زرتشتی هم پنج کالبد بر بدن خاکی انسان را زنده نگه داشته‌اند.